# Movistar Arena Bogotá
Movistar Arena Bogotá é uma arena multiuso situada em Bogotá, Colômbia. Tem capacidade para 14.000 pessoas. Foi inaugurada em 2018 e construída no antigo terreno do Coliseo Cubierto El Campín, inaugurado em 1973 e atualmente é administrado pela Prefeitura de Bogotá através do Instituto Distrital para la Recreación y el Deporte. As obras de remodelagem e renovação do local foram administradas pela Telefónica Colômbia (Com A Marca Movistar) através de uma Aliança público-privada iniciada no ano de 2019. Ela encontra-se localizada ao lado do Estádio El Campín.